# Peter Baláž (eszperantista)
Peter Baláž (Simony, 1979. október 8. –) szlovák eszperantista, wikipédista, publicista és szerkesztő, az E@I civil szervezet koordinátora,  a 2012-es év eszperantistája.

## Életútja
Simonyban él. Eszperantó tevékenysége mellett grafikával, filmezéssel és cikkek írásával foglalkozik. Szereti a rockzenét, a sci-fi filmeket, a pszichológiát, meditációt. Folyékonyan beszél szlovákul, csehül, németül, angolul, lengyelül, oroszul és eszperantóul.

### Munkája
A pöstyéni Vendéglátóipari Főiskolán tanult, majd 2 évig Németországban és Ausztriában dolgozott.
Baláž nagyon aktív a nemzetközi eszperantó mozgalomban és oktatási projektekben. 2003-ban társalapítója volt a Szlovák Ifjúsági Eszperantó Szövetségnek, 2003-2008 időszakban elnöke is volt. 2004-ben a Szlovák Eszperantó Szövetség alelnökévé választották. Az E@I koordinátora (2003 óta tag, 2005 óta koordinátor), az Európai Eszperantó Unió elnökségi tagja (2005 óta), a Wikimedia Slovakia korábbi igazgatósági tagja (Wikimedia Slovenská Republika) (2012. március – 2012. szeptember) és felülvizsgálati bizottságának jelenlegi tagja (2012 szeptembere óta). Tulajdonosa az Espero magánkiadónak, amely eszperantó cikkeket is ad ki. A kiadó székhelye Szlovákia, és 2003-ban alakult.

## Művei
- Baláž, Peter. Európsky preukaz pre deti. Partizánske: Espero (eldonejo)|Espero, 10 p.
- Baláž, Peter. Internaciaj vortoj en Esperanto / Medzinárodné slová v Esperante. Partizánske : Espero, 2005, 46 p. ISBN 8096904256

## Elismerései
- La esperantisto de jaro 2012
- OSIEK Premio 2014

## Fordítás
- Ez a szócikk részben vagy egészben  a   Peter Baláž című eszperantó Wikipédia-szócikk ezen változatának fordításán alapul.  Az eredeti cikk szerkesztőit annak laptörténete sorolja fel. Ez a jelzés csupán a megfogalmazás eredetét és a szerzői jogokat jelzi, nem szolgál a cikkben szereplő információk forrásmegjelöléseként.